# Shūr Daraq-e Pā'īn
Shūr Daraq-e Pā'īn (persiska: شور دَرَقِ سُفلَى, شور دَرَق, شور درق پائین, Shūr Daraq-e Soflá) är en ort i Iran.   Den ligger i provinsen Ardabil, i den nordvästra delen av landet, 500 km nordväst om huvudstaden Teheran. Shūr Daraq-e Pā'īn ligger 800 meter över havet och antalet invånare är 196.
Terrängen runt Shūr Daraq-e Pā'īn är huvudsakligen kuperad, men åt nordost är den platt. Runt Shūr Daraq-e Pā'īn är det ganska tätbefolkat, med 58 invånare per kvadratkilometer. Närmaste större samhälle är Moḩammad Taqī, 4,2 km nordost om Shūr Daraq-e Pā'īn. Trakten runt Shūr Daraq-e Pā'īn består till största delen av jordbruksmark.